# Whyalla Croatia
Whyalla Croatia je hrvatski nogometni klub iz Whyalle u Australiji. Klub su osnovali članovi hrvatske australske zajednice iz Whyalla. Dio je Whyallskog nogometnog saveza. Klub je imao najveće uspjehe 1977. godine kada su osvojili australsko-hrvatski nogometni turnir. Whyallin najbolji igrač je bivši igrač Adelaide Uniteda Carl Veart. 

## Uspjesi
- Australsko-hrvatski nogometni turnir: 1977.